# Авиация в Бельцах
Авиация в Бельцах является частью истории развития общества города Бельцы (Молдавия) с начала XX века с 9 аэродромами, исторически относящимся к Бельцам.
Бельцы являются одним из центров гражданской и в прошлом военной авиации в Молдове. Во время Второй мировой войны, главную военную воздушную базу Бельц в Бельцы-Сингурены обслуживали 5 аэродромов подскока: 2 в МССР и 3 в УССР.
В области гражданской авиации Бельцы, вместе с Кишинёвом, стали одним из первых пунктов назначения в сети пассажирских маршрутов румынской гражданской авиации. В советское время в Молдове существовало два авиационных отряда: Бельцкий и Кишиневский. Бельцы — единственный город Молдовы, где функционировали одновременно два аэропорта: Аэропорт Бельцы-Город и Бельцы-Лядовены — этот аэропорт, являясь последним новым аэропортом, построенным в Молдове с новой ВПП, в географическом расположении с лучшими метеоусловиях по сравнению со многими аэропортами в регионе. Кроме Кишинёва, в Молдове, только из Бельц выполнялись регулярные пассажирские рейсы на самолётах типа Ту-134.
Бельцы стали центром военной авиации Молдовы сразу после аннексии Бессарабии, когда в 1940 в Бельцы из Кировограда был перемещён Иап-55. В 1941 план Барбаросса начался с атаки бельцкого военного аэродрома в Сингуренах, где были уничтожены советские самолёты в первые дни военных действий и последующим использованием аэродрома в Сингуренах немецкими эскадрами, в частности Гайдрихом, для плана Барбаросса. Также Бельцы стали стартовой площадкой для таких асов авиации, как Александр Покрышкин, Райнхард Гейдрих, а также для одних из самых результативных пилотов Второй мировой войны: Рудольф Шмидт, Григорий Речкалов. Надя Руссо из Белой эскадрильи совершала санитарные рейсы в и из Бельц. На Бельцких аэродромах были расположены один советский истребительный полк, три немецких истребительных и бомбардировочных полка, частично эскадра Белой эскадрильи. В 1944 году из Бельц был впервые был осуществлён беспересадочный полёт в Бари на Як-9Д.

## История
Авиационная деятельность в Бельцах и пригородах Бельц исторически берёт начало в период Румынского Королевства и во время Второй Мировой войны. Если гражданская авиация развивалась в Бельцах до и после Второй Мировой войны, то период развития военной авиации сосредоточен на эпоху Второй Мировой войны.

### Период Румынского Королевства

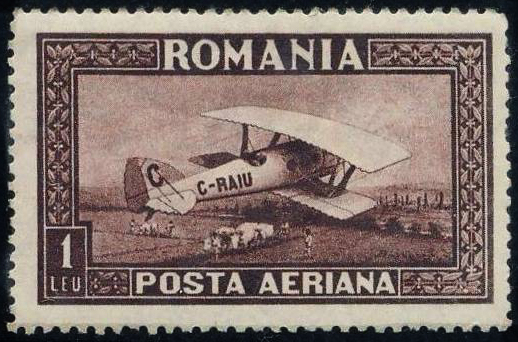
1928 почтовая марка

1 июня 1922 года первый самолёт (de Havilland DH.9) начал дальний рейс 410 километров (250 миль): Бухарест — Галац — Кишинёв.

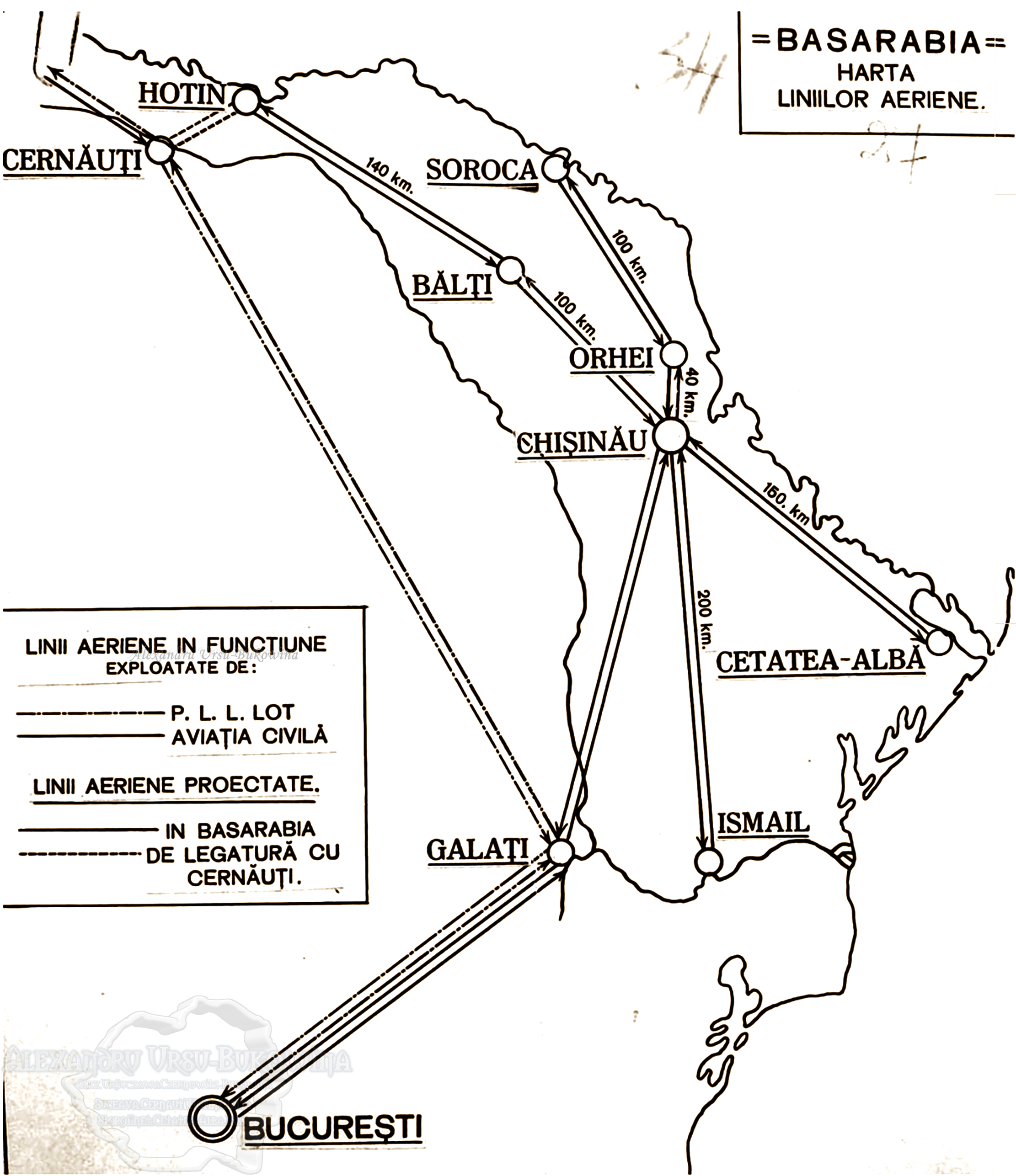
Карта пассажирских рейсов в Бессарабии периода Румынского Королевства

Первые пассажирские рейсы в Бельцы начались 24 июня 1926, на рейсе Бухарест-Галац-Кишинёв-Бельцы. Рейсы выполняла компания Compagnie Franco-Roumaine de Navigation Aérienne — CFRNA, позже называемая после реструктурации LARES и далее TAROM.
 Аэропорт находился в пригородном селе с Бельцами в Сингуренах вместе с аэродромом вдоль городского озера. 10-и местный самолёт Farman F.60 Goliath — F.168Bn4 на моторах Armstrong Siddeley Jaguar начал выполнять внутренние рейсы в мае 1928 по маршруту Бухарест-Галац-Кишинёв-Бельцы. В то время, самолёты использовались для перевозки пассажиров, газет и почты.
Первые регулярные коммерческие пассажирские рейсы планировались по маршруту из Бельц в Хотин и Кишинёв компанией CFRNA (LARES) в период между Первой и Второй мировыми войнами. Один из первых специальных пассажирских рейсов выполняемых в Бельцы был специальный рейс 28 октября (или 28 ноября) 1930 года организованный Администрацией Гражданской Авиации Румынии для того, чтобы выбрать подходящие земельные участки для аэродромов и для маркетинга гражданской авиации в широкие слои населения.
Что касается рейса Кишинёв — Бельцы — Хотин, остановка в северной столице Бессарабии в Бельцах была решена с учётом важности значения центра Бельц для северной части Бессарабии. Так, по словам доктора в праве Михаила Ташка, «расстояние в 240 км между Кишинёвом и Хотином должно было быть преодолено за один час и 40 минут, а обратный рейс — за три часа 20 минут. Взлёт из Кишинёва был запланирован на 6.10, а посадка в Бельцах была запрограммирована на 6.50. В Бельцах после 20-минутного перерыва в 7.10 самолёт вылетал в Хотин и прибывал в 8.10. Возвращение в Бельцы было установлено на 10:00, куда самолёт прибывал через час, то есть в 11 часов утра. Затем следовал перерыв в несколько часов, так как вылет в Кишинёв был запрограммирован в 18.00, а прибытие в Кишинёв — в 19.00. Для рейса Кишинёв — Бельцы — Хотин цена билета была: до Бельц 500 леев (100 км х 4 + 100) и от Бельц до Хотина 600 леев, в общей сложности — 1 100 леев. Стоимость рейса по полному маршруту составляла 4 071 леев».
В 1937 году был регулярный рейс по маршруту — Белгород-Днестровский — Кишинёв — Бельцы.
В 1940 году, LARES выполняла ежедневный рейс Бельцы — Кишинёв — Яссы — Галац  — Бухарест (номер рейса 2116).
В межвоенный период, Бельцы был связан с Бухарестом благодаря регулярным рейсам.
В 1936 году, Надя Руссо (1901—1988), была одной из первых женщин пилотов в Румынии, русского происхождения из белых русских, которая получила лицензию пилота. Надя Руссо возвращалась в Бельцы в 1941 году вместе с Белой Эскадрильей.
В течение Второй мировой войны, Бельцы стал центром авиационной деятельности в Бессарабии с пятью местоположениями ВПП в и вокруг города Бельц (включая аэродромы подскока) с самыми известными мировыми асами авиации и известными военными сражающимися в небе над Бельцами с одной стороны от Jagdgeschwader 77 и с другой стороны от ИАП 55, а именно Александр Покрышкин и Райнхард Гейдрих.

Гейдрих начал Операцию Барбаросса с немецкой авиационной базы около Бельц в (Молдове) (Бессарабия), которая после годового присутствия в советской юрисдикции после ультиматума предоставленного Румынии от Сталина в 1940-м году о передаче СССР Бессарабии, вернулась снова под юрисдикцию Королевства Румынии. На немецкой авиабазе в Сингуренах, напротив сегодняшнего Международного Аэропорта Бельцы-Лядовены в Корлатенах, базировались разные немецкие бомбардировочные авиаполки (Kampfgeschwader), а именно нр. 77:
Несмотря на то, что шеф Гейдриха Гиммлер много раз запрещал летать Гейдриху, Гейдрих оказался в тайне в СССР снова на старте к началу Операции Барбаросса: с его частным Me-109 он оказался с JG 77 на базе в Бельцах (Belzy) в Молдавии.

### Вторая мировая война

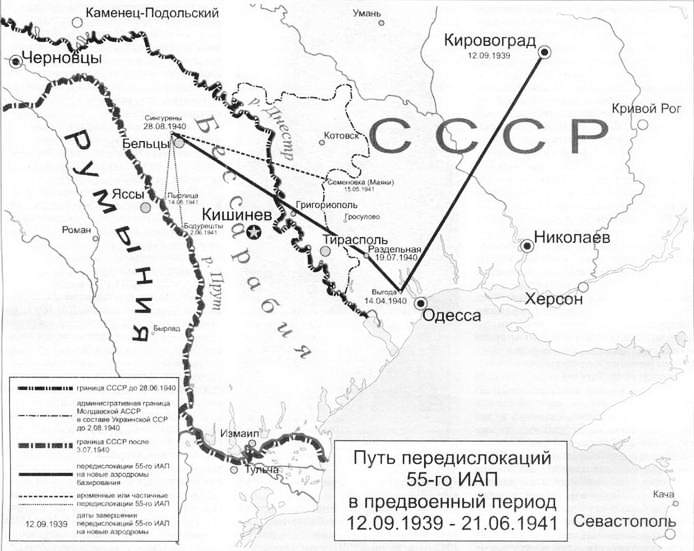
Передислокация ИАП-55 в аэродромы Бельц и аэродромы подскока аэродромам Бельц между 12 сентября 1939 и 21 июня 1942

После прибытия советских военно-воздушных сил в Бессарабию (с его различными ВПП), Аэропорт Бельцы-Город служил как военный аэропорт. Следующие фотографии были сделаны в июне — июле 1940 до и после того как военно-воздушные силы Германии атаковали и оккупировали Аэропорт Бельцы Город или скорее различные ВПП в Бельцах и в его округе. (см. стр. 21)
Военная история Аэропорта Бельцы Город, видимо, начинается с того, что аэродромы, расположенные примерно в пяти разных местах в Бельцах и пригородах, в том числе места расположения дополнительных аэродромов подскока в Семёновке, в Сингуренах и в Пырлице (рядом с молдавско-румынской границей в районе Унген), служили первоначальной основной базы для советских 55-го истребительного авиационного полка (28.08.1940 — 07.03.1942) / 16-го гвардейского истребительного авиационного полка (07.03.1942 — 10.04.1942), которые входили в состав 20-й советской смешанной авиационной дивизии во время Второй мировой войны. Авиационный полк переехал в Бельцы в 1940 году из Кировограда (Украина) после аннексии Бессарабии СССР. Трижды Герой Советского Союза Александр Покрышкин, дважды Герои Советского Союза Григорий Речкалов и Александр Клубов начали свой военный путь в этом полку, а также 17 лётчиков, которые стали Героями Советского Союза.
С немецкой стороны немецкие истребители из Kampfgeschwader 27 (бомбардировочная эскадра люфтваффе) принимали участие в атаках на Бельцы в июне 1941 и Kampfgeschwader 51, сформированный в Ландсберге-на-Лехе из Kampfgeschwader 255, которые размещались на разных аэродромах Бельц в период с июля 1941 года по октябрь 1941 года, а затем были расформированы в 1945 году.
Населённые пункты Сингурены и Корлатены образовали в советское время населённый пункт под названием Лядовены. Аэропорт Бельцы-Лядовены был построен в конце 80-х годов на территории села Корлэтены, но сохранил но сохранил первоначальное название Лядовены. Строительство бетонных плит на взлётно-посадочной полосе в Сингуренах продолжалось уже при советской юрисдикции, когда началась Вторая мировая война, однако строительные работы не были закончены, так как началась война. В мае — июне 1941 года учебной базой базировавшихся в Бельцах советских авиационных полков стали Маяки в Красноокнянском районе Одесской области на Украине. До Второй мировой войны И-153 и И-16 эксплуатировались из Аэропорта Бельцы Город. К 22 июня 1941 года в Аэропорту Бельцы Город эксплуатировалось 54 самолёта И-153 и И-16, а также 62 самолёта МиГ-3, которые могли обслуживать 22 пилота из 70 имеющихся.
Большую часть 1941 года авиационный полк воевал с использованием И-153 и И-16, а до ноября 1942 года — Миг-3 и И-16. С апреля по сентябрь 1942 года в полку была одна эскадрилья, оснащённая Як-1. С ноября 1942 года полк начал использовать Bell P-39 Airacobra вплоть до конца Второй мировой войны.
С марта 1942 года полк входил в состав советских ВВС 18-й армии Южного фронта, в частности в составе 216-го истребительного авиационного полка и 9-го гвардейского истребительного авиационного полка.
В то время как немецкие воздушные силы размещались на аэродромах Бельц, такие самолёты, как Messerschmitt Bf.109, Junkers Ju 88, эксплуатировались из аэропортов Бельц. Один из наиболее результативных немецких пилотов из Jagdgeschwader 77 (JG 77) обер-фельдфебель Рудольф Шмидт был ранен в воздушных боях над Бельцами.
Различные источники ссылаются на пять разных местоположений аэродромов в Бельцах и окрестностях. Ниже вы найдёте три из них, первый — где находился официальный Аэропорт Бельцы Город до его недавнего закрытия, второй — рядом с центральным озером в Бельцах, а третий — называемый аэродром «Семёновка», неверно указанный как расположенный в селе Сингурены (аэродром Семёновка был аэродромом подскока Аэропорту Бельцы Город и располагался в селе Семёновка за Днестром), находящимся напротив от села Корлэтены (на другой стороне дороги к Международному Аэропорту Бельцы-Лядовены в Корлэтенах) (см. стр. 25)
В 1944, после возвращения военно-воздушных сил РККА в Бельцы, из Бельц был совершён перелёт Бельцы-Бари группой из 12 самолётов Як-9ДД в Италию, которые эскортировали самолёты Douglas A-20 Havoc («Бостон», «Хэвок») также из Бельц в Бари и являлись одной из самых известных машин среди поставлявшихся по ленд-лизу. Самолёты Як-9ДД (дальнего действия) были истребителями с увеличенным запасом горючего и являлись модификацией серийных Як-9Д и Як-9Т с двигателем ВК-105ПФ. ОКБ производило их в связи с появившейся в 1944 г. необходимостью получить истребитель с ещё более увеличенной, чем в Як-9Д, дальностью полёта, способный выполнять задачи сопровождения бомбардировщиков при их действиях по глубоким тылам противника. В связи со значительным увеличением размера бензобаков и запаса горючего (по сравнению с Як-9Д более чем на 30 %) дальность и продолжительность полёта существенно возросли. Дальность полёта до полного выгорания горючего на высоте 1000 м на 0,9 максимальной скорости увеличилась до 1325 км, а на наивыгоднейшем режиме — до 2285 км. Продолжительность полёта увеличилась соответственно до 2 час 22 мин и 6 час 31 мин (на 26 % больше, чем у Як-9Д). Большая дальность и продолжительность полёта позволяли использовать Як-9ДД как истребитель сопровождения, а также для самостоятельного выполнения специальных задач в тылу противника. Модификация произведена ОКБ в апреле 1944 г. согласно постановлению ГКО от 20 февраля 1944 г. Государственные испытания проходили в НИИ ВВС с 24 июля по 2 августа 1944 г. (лётчики П. М. Стефановский, Ю. А. Антипов, ведущий инженер М. А. Пронин). Як-9ДД выпускался серийно с мая 1944 г. по сентябрь 1945 г. Всего построено 399 самолётов.
Як-9ДД истребители дальнего действия в группе из 12 самолётов этого типа в августе 1944 г. под командованием майора И. И. Овчаренко, совершили без подвесных бензобаков беспосадочный перелёт Бельцы-Бари (Италия) протяжённостью 1300 км для оказания помощи Народно-освободительной армии Югославии. Лидером был бомбардировщик «Бостон», ведомый опытным лётчиком-испытателем НИИ ВВС М. А. Нюхтиковым. Этот перелёт и последующая работа по сопровождению транспортных самолётов С-47 на освобождённую партизанами территорию Югославии продемонстрировали высокие эксплуатационные и лётные качества Як-9ДД. За весь период пребывания в Бари не было отмечено ни одного случая поломки или отказа в работе самолёта, хотя в каждом боевом вылете (а их было 155) приходилось дважды пересекать Адриатическое море, проходя над водной поверхностью от 400 до 600 км, и совершать посадки на расположенные среди высоких гор площадки ограниченных размеров при сильном боковом и даже попутном ветре. В 1944 г. Як-9ДД успешно использовался для эскортирования бомбардировщиков Boeing B-17 Flying Fortress и Consolidated B-24 Liberator, совершавших челночные полёты на цели в Румынии без посадки из Полтавы (Украина) в Бари (Италия). Як-9ДД на высотах до 3000 — 4000 м по скорости и манёвру превосходил базировавшиеся на аэродроме Бари английские и американские истребители — Hawker Tempest I, Supermarine Spitfire Mk.IX, Bell P-63 Kingcobra, Curtiss P-40 Kittyhawk, Republic P-47 Thunderbolt и др. Самолёты Як-9ДД сопровождая транспортные самолёты Douglas C-47 Skytrain из Бельц летали в Бари для точечной поддержки Тито в Югославии на освобождённой территории югославскими партизанами. По некоторым данным после выполнения каждой миссии возвращались из Бари обратно в Бельцы, по другим данным самолёты из Бельц базировались в Бари долгосрочно. В каждом из 155 боевых вылетов приходилось дважды пересекать Адриатику.

## Авиационно-аэропортовые операторы в Бельцах
Авиационные операторы в аэропортах и аэродромах Бельц и пригородах Бельц разделяются главным образом на гражданских и военных операторов.

### Гражданская авиация
Эксплуатация аэропортов и аэродромов в Бельцах и в пригородах Бельц проводилась как гражданскими, так и военными операторами. В первой половине 20-го века Бельцкими операторами были напрямую авиакомпании (румынские и советская), в то время как во второй половине 20-го века в Бельцах были сформированы местные компании/предприятия управляющие аэропортами Бельц, некоторые (Moldaeroservice) также одновременно являются авиакомпаниям.

#### CFRNA-LARES-SARTA
26 июня 1920 года был принят декрет 2705 согласно которому было создано Управление Авиации при Министерстве Коммуникаций Румынии. в тот же период румынское государство решило дать право эксплуатации воздушных рейсов CFRNA (рум. Compania Franco-Română de Navigație Aeriană) Франко-Румынской Компании Воздушной Навигации, зарегистрированной 13 апреля 1920 года в Париже. 9 июля 1930 года было создана компания LARES (рум. Liniile Aeriene Române Exploatate cu Statul) Румынские Воздушные Государственные Линии. В 1937 году LARES была заменена компанией SARTA (рум. Societatea Română de Transporturi Aeriene) — Румынская Компания Воздушного Транспорта, которая в свою очередь 8 августа 1945 года была заменена на TARS (рум. Societatea de Transporturi Aeriene Româno-Sovietice) Компания Румынско-Советского Воздушного Транспорта. 18 сентября 1954 года была образована компания TAROM (рум. Transporturile Aeriene Române).
Король Карол II решил две вещи: развивать авиацию туризма и гражданскую транспортную авиацию. Для туристической авиации он создал Аэроклуб (Aeroclubul) заданием которого были школы гражданского пилотирования, которые активно развивались в период 1932—1933, 1940 до 1942.
Бельцкие аэродромы в период Румынского Королевства находившиеся вдоль городского озера, а также в Сингуренах, использовалась, в частности для рейсов с пересадками из Бухареста в Черновцы или в Хотин с подсадками в Кишинёве и в Бельцах, как компанией CFRNA двадцатых годах, так и компанией LARES в тридцатых годах, как и компанией SARTA.

#### Аэрофлотв послевоенном Бельцком пассажирском аэровокзалеАэропорта Бельцы-Город

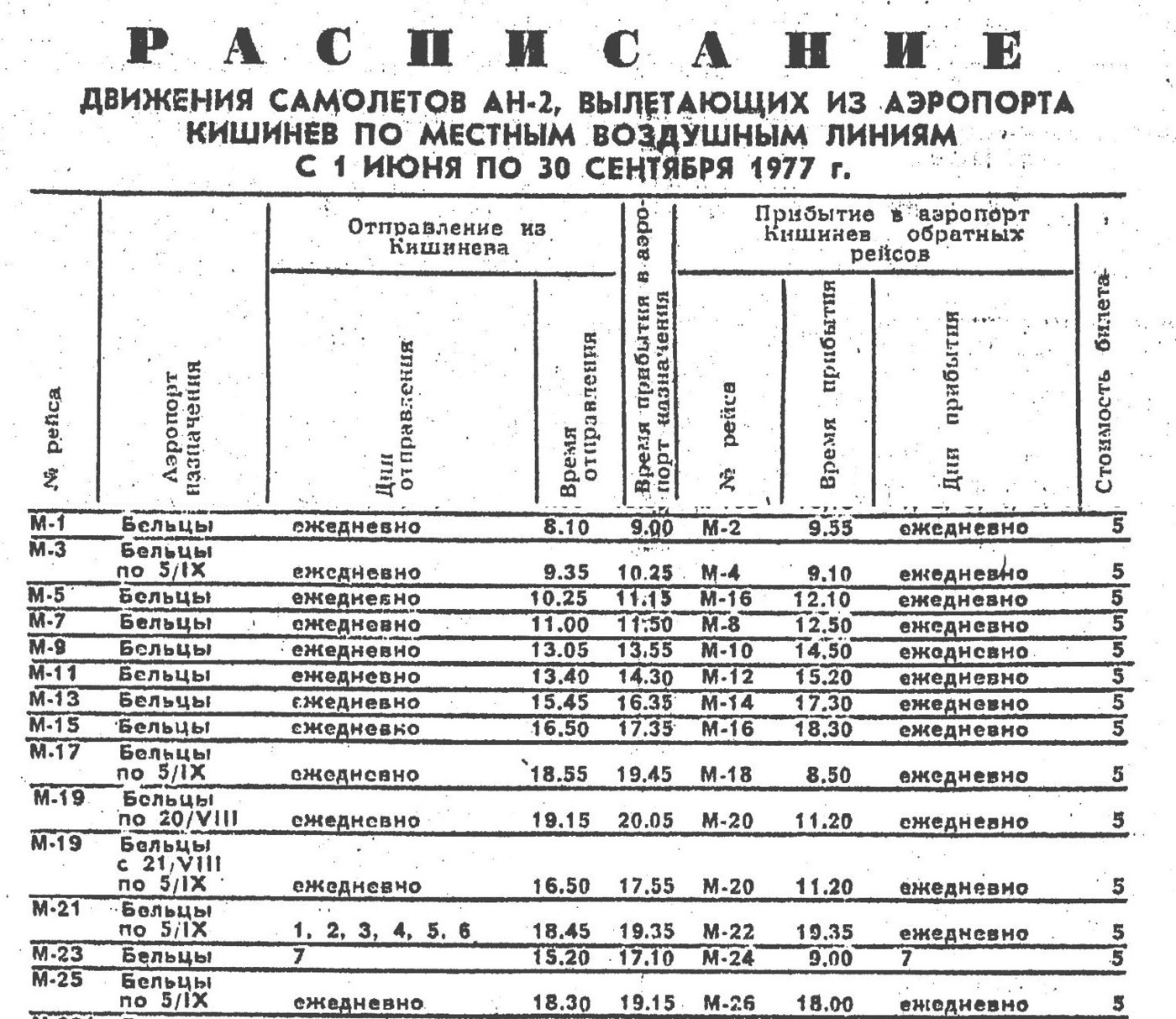
Вырезка расписания рейсов из Кишинёва в Бельцы 1977-го года. Количество рейсов в Бельцы из Кишинёва в 7 раз превышает количество рейсов в любое другое местное самое популярное внутреннее направление

После перехода Бельц под юрисдикцию СССР и к окончанию Второй мировой войны в Бельцы приходит компания Аэрофлот, созданная на базе слияния 1 ноября 1930 года компаний Укрвоздухпуть и Добролёт (Добролёт произошла от Дерулюфт германско-российской компании созданной 8 ноября 1921 года). Развитие гражданской авиации в северном регионе Молдовы продолжается после 1944 года, когда два самолёта По-2 приземлились на бывшем военном аэродроме в Бельцах, а затем самолёт Як-12 из Кишинёва. Самолёты принадлежали молдавскому филиалу Аэрофлота. Вышеупомянутые самолёты доставляли почту в следующих направлениях: Бельцы, Кухнешты, Окница, Глодяны и, при необходимости, доставляли 1-2 пассажиров в Кишинёв. Так, 15 мая 1947 года на базе этого аэродрома была открыта база лётного обслуживания в Бельцах. В том же году три самолёта Як-12 были размещены из Кишинёва в Бельцах, которые перевозили почту и грузы, а затем в следующем году использовались для пассажирских перевозок, перевозки медицинского персонала в населённых пунктах, перевозки тяжелобольных больных в столичные больницы и транспортировки в сельском хозяйстве и лесничестве. В тот послевоенный период гражданская авиация была очень необходима. Первым командиром эскадрильи Бельцкого авиационного предприятия был Воронцов А. Н.. В 1954 году был введён в эксплуатацию аэровокзал в Бельцах с аэропортовым обслуживанием и начались посадки военных самолётов Ли-2, модифицированных в гражданские самолёты, которые позволили совершать рейсы во Львов, Ивано-Франковск и Черновцы.

#### Бельцкий авиаотряд № 281 иАэрофлот
С 1961 года Аэропорт Бельцы-Город начал принимать Ил-14 самолёты для посадки и перевозить пассажиров по маршрутам на большие расстояния в самые отдалённые города бывшего СССР самолётами компании Аэрофлот. Так было сформировано советское Бельцкое авиатранспортное предприятие — Бельцкий авиаотряд. Самым важным для государственного предприятия является 1966 год, когда, согласно приказу министра гражданской авиации СССР, на базе авиационных эскадрилий, состоящих из самолётов Як-12 и Ан-2, вместе со службами аэропорта был сформирован Бельцкий авиаотряд № 281.
В 80-х годах оператор назывался: Бельцкое Авиационное Предприятие при Молдавском Республиканском Производственном Объединении Гражданской Авиации.

#### Moldaeroservice

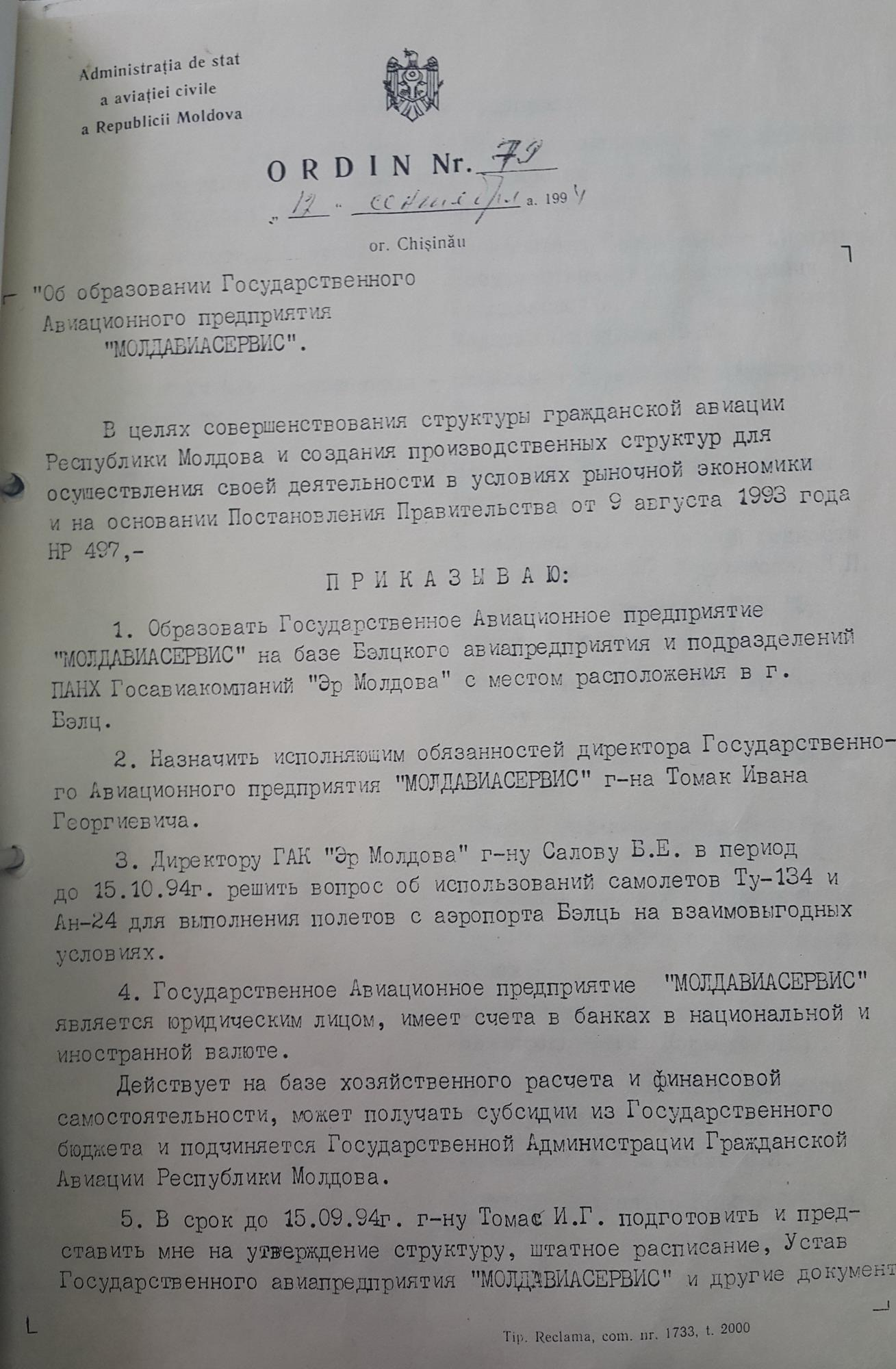
Приказ nr. 79 Органа Гражданской Авиации Республики Молдова по созданию государственного предприятия Î.S. Moldaeroservice

Бельцкое государственное авиационное предприятие было основано в 1966 году как «Подразделение Бельцкого авиационного отряда № 281» и переименовано в 1994 году в «Молдавиасервис». Новые самолёты Ан-10, Ан-12 и Ан-24 расширили свой парк в Бельцах. С распадом СССР службы управления воздушным пространством, аэронавигации и управления воздушным движением стали отдельными, так как последние управлялись государственным предприятием «MoldATSA». Таким образом, государственное предприятие Moldaersoervice становится самоокупаемым, со своим балансом и учётом. Государственное предприятие I.S. Moldaeroservice управляло: Международным аэропорт Бельцы-Лядовены (145 га), Аэропортом Бельцы Город (136 га), профессиональным персоналом, сооружениями и помещениями, необходимыми для технологического и производственного процесса, типами самолётов Ан-2 и Ми-2. Согласно лицензии воздушного оператора № Md 001, выданной Гражданским авиационным управлением Республики Молдова, компания выполняет следующие операции: полёты скорой помощи, наблюдательные полёты, поисково-спасательные полёты (спасательные операции), рекламные и развлекательные полёты, полёты для аграрных и лесных целей.
Командиром отряда Бельцкого авиационного отряда № 281 был назначен Николае Завадский, начальником аэропорта — Пётр Овчинников, начальником базы технической помощи НА — Виктор Шерстюк и начальником авиационного отряда Бельц — Виталий Безденежных. Среди командиров отряда Бельцкого авиационного отряда были: Алексей Личман, Евгений Ильяков, Анатолий Баюков, Алексей Алексеев, Василий Бурма, Иван Томак, Владимир Рышковой, Валерий Ченин. Среди директоров базы технической помощи НС: Григоре Ротарь, Борис Кабак, Виктор Герца. Аэронавигационную службу возглавлял Дмитрий Ковальчук, а пассажирскую службу — Мария Рыбакова, Александр Ожегов, Леонид Соловьёв. Обслуживанием аэропорта и наземным обслуживанием руководили Петру Лобанов, Рашид Бирюков, Дмитрий Губарев и в настоящее время Василе Барабаш.
Во время управления Бельцким Авиаотрядом Валентином Пичугиным были построены общежитие на 75 мест для молодых специалистов, два панельных многоквартирных дома для работников Бельцкого авиационного предприятия, бетонирование парковочных мест и рулёжных дорожек NA, путей проезда специальных автомобилей. От Бельцкого авиапредприятия прогрессировали пилоты В. Подарилов, В. Гырля, С. Фулга, В. Петраш, Н. Зуй, В. Шабалин и другие.
Система технического авиационного обслуживания воздушных судов сертифицирована в соответствии с европейскими требованиями JAR-145 и Moldaeroservice обладает сертификатом-авторизацией Органа Гражданской Авиации Республики Молдова nr.CAA RM 0025.
«Moldaeroservice», 45 лет после создания, стал одним из самых опытных предприятий предоставляющих авиационные услуги вертолётами моделей Ми-2 и самолётами Ан-2 не только на территории Республики Молдова, но и за её рубежами (Египет, Алжир, Ирак, Румыния, Болгария, Турция, Сингапур, Южная Корея).

### Военная авиация

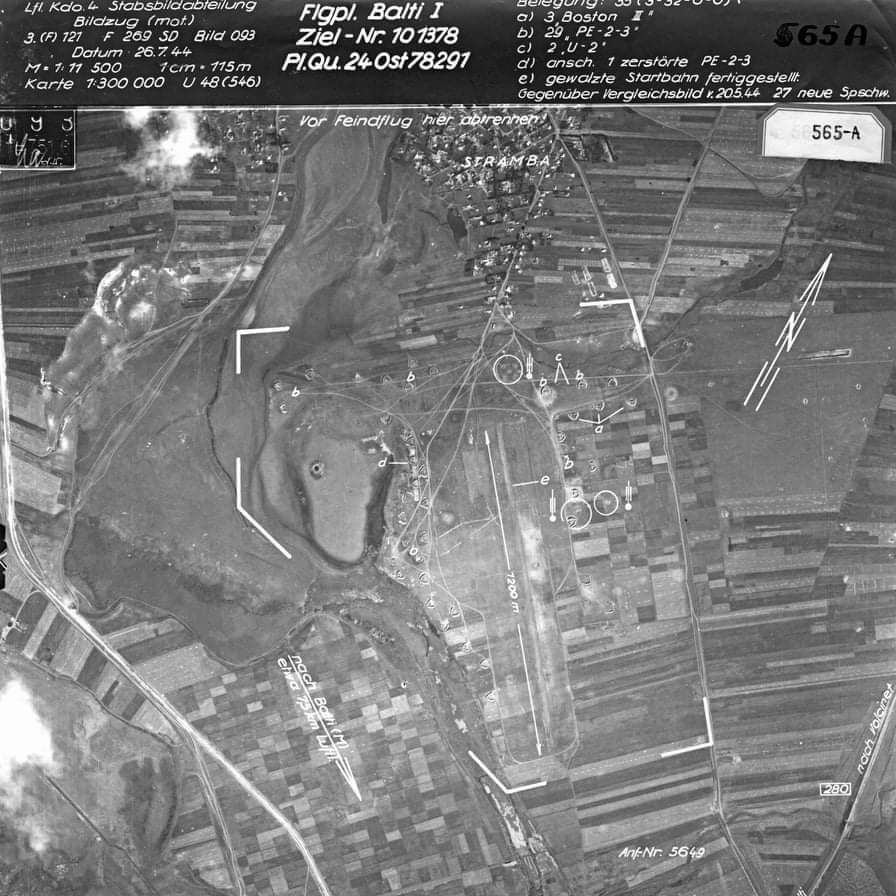
Аэродром Сингурены под Бельцами — аэрофотосъёмка Луфтваффе 1944 года

История военных операторов авиации в Бельцах касается периода Второй Мировой войны, среди которых первыми стали базироваться в Бельцах и пригородах Военно-воздушные силы РККА прибывшие в Бельцы после ультиматума Сталина Румынскому Королевству о передачи Бессарабии СССР, за которыми последовали различные авиационные полки Luftwaffe 3-го Рейха, а также Румынские королевские военно-воздушные силы, которые в отличие от первых двух, не создавали стационарной базы в Бельцах. После отступления в начале Второй Мировой войны, к её концу, Военно-воздушные силы РККА снова прилетели в Бельцы.

#### ИАП 55
55 истребительный авиаполк был сформирован в Киевском особом военном округе в городе Кировоград на основе 43, 2, 12 и 17 истребительных авиационных полков согласно директиве Командующего ВВС КОВО № 05875 от 12 сентября 1939 года. 7 марта 1942 года за образцовое выполнение боевых задач и проявленные при этом мужество и героизм приказом НКО СССР № 70 55 иап преобразован в 16-й гвардейский истребительный авиационный полк. 20 февраля 1949 года был переименован в 689 гвардейский истребительный авиаполк в составе 237 гиад (бывш. 9 гиад) 59 ВА Центральной группы войск (аэр. Траусдорф) согласно директиве ГШ ВС СССР № орг/1/120016 от 10 января 1949 года. 689 гиап был расформирован в ходе реформы Вооружённых сил Российской Федерации 1 марта 2010 года.
К началу войны полк располагался частично на аэродроме Бельцы (главная база Сингурены) и частично на аэродромах подскока к главной Бельцкой базе в Молдове в Пырлице и Болдурештах и в Украине за Днестром в Маяках и в Йосиповке.
28 июня 1940 года, советские войска перешли Днестр и вступили на территорию Бессарабии и Северной Буковины, а в середине августа полк перебазировался на территорию Бессарабии, в 5—6 км от города Бельцы, вблизи большого села Сингуряны. Полное перемещение полка в Бельцы закончилось 28 августа 1940 года. В зиму-весену из-за со больших снегопадов в Молдове не удавалось организовывать плановые полёты в составе эскадрилий и поэтому проводились одиночные вылеты по проверке техники пилотирования на учебных самолётах и тренировочные полёты «под колпаком» на самолёте У-2.
В феврале 1941 года полк одним из первых получил новые скоростные истребители «МИГ-3», которые собирали прибывшими в разобранном виде, изучая их и проводя первые тренировочные полёты. В середине апреля 1941 года в полк по железной дороге доставили ещё 42 новых самолёта МиГ-3. На аэродроме Бельцы началась активная деятельность, в которой участвовали и пилоты, и технический состав. Параллельно проводилась и сборка новых самолётов и сдача зачётов лётным составом части по знанию планера, оборудования, приборов и авиационного мотора. До 10 мая командир авиаполка и два комэска облетали все поступившие МиГ-3. К середине мая руководящий состав 55-го иап и 1-я аэ в составе 9 экипажей самостоятельно вылетели на самолётах МиГ-3.
15 мая 1941 года по приказу командира 20-й сад Героя Советского Союза генерал-майора авиации А. С. Осипенко (шифротелеграмма от 06.05.41 г. № 223/ш) авиаполк В. П. Иванова для продолжения боевой учёбы перебазировался с обжитого личным составом города Бельцы на аэродром Семёновка («в лагеря» на жаргоне авиаторов), находившийся в лагере близ совхоза «Маяки» Одесской области. Сюда же перегоняются самолёты «МиГ-3» и часть самолётов «И-16», «И-153» («Чайка»). 1-я эскадрилья осталась в Бельцах на основном аэродроме.
К началу лета количество самостоятельно вылетевших экипажей на самолётах МиГ-3 дошло до двадцати девяти. Тогда же звено младшего лейтенанта Фигичева на самолётах МиГ-3 и звено младшего лейтенанта Кондратюка на самолётах И-153 по приказу комдива (шифровка командира 20-й сад от 28.05.41 г. № 235/ш) были «выброшены» на границу с Румынией — аэродромы подскока Пырлица и Буддурешти («авиационная засада»). Генерал Осипенко поставил своим подчинённым боевую задачу: «Уничтожение самолётов противника, нарушающих границу. Звенья менять через 10—12 дней».
К 20-м числам июня уже все 42 экипажа 55-го иап вылетели самостоятельно на самолёте МиГ-3. Половина пилотов закончили тренировочные полёты по кругу и в зону, однако «к воздушной стрельбе по наземным целям не приступали».
Во время патрулирования немецких разведывательных самолётов пересекавших границы новой советской территории продолжения перебазирования полка из Кировограда в Бельцы и на, а также переучиванию пилотов, 18 июня 1941 года был сбит младший лейтенант полка Иван Ханин поднявшийся на самолёте И-153 с аэродрома подскока рядом с Бельцами — площадки в Вали-Мары основного Белцкого аэродрома.
Александр Покрышкин начал дорогу аса авиации в Бельцах, сбив 22 июня по ошибке бомбардировщика Су-2, когда ещё называемый ИАП-55 готовился к замене И-153 и И-16 на Миг-3.

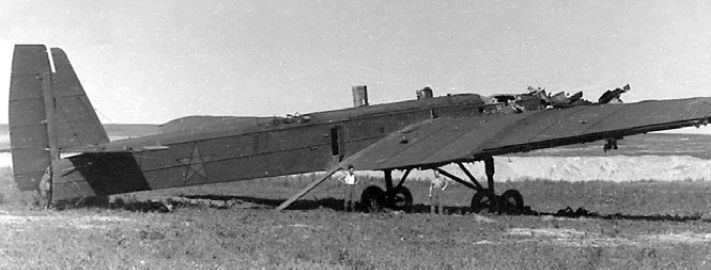
Тяжёлый бомбардировщик Туполев ТБ-3, уничтоженный на аэродроме Бельцы. Фото сделано после перехода аэродрома Бельц под контроль JG-77 Luftwaffe

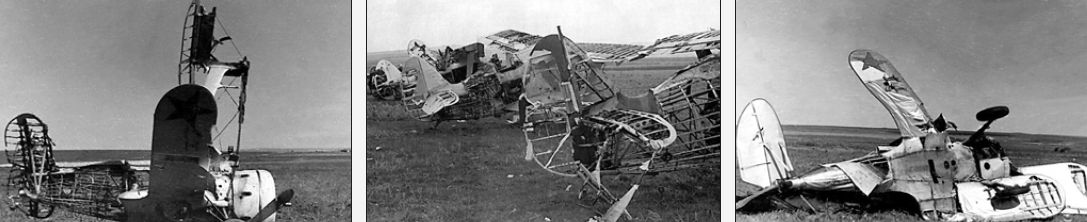
Самолёты Поликарпов И-153 55-го ИАП, уничтоженные на аэродроме Бельцы 22 июня 1941. Фото сделано после перехода аэродрома Бельц под контроль JG-77 Luftwaffe

Покрышкин отмечает в своих мемуарах картину «внезапного нападения» на Бельцы: «17 июня хозяин арендованной молодыми лётчиками квартиры в Бельцах, говорит им: — Вы послушайте меня, на этой неделе Германия нападёт на Советский Союз. Армии Гитлера стоят у советской границы. Куда нам старикам деваться? Вся надежда на вас. Если Красная Армия не разобьёт Гитлера, то он нас евреев всех уничтожит. — Не верьте, постарался я успокоить старика. — Слухи? поверьте мне, всё это правда. Мои сыновья живут в Бухаресте. Они мне сообщили, что в воскресенье начнётся война».

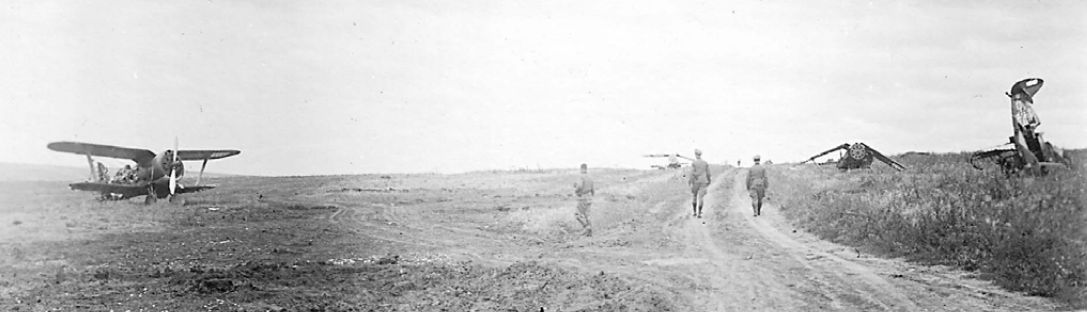
Самолёты Поликарпов И-153 55-го ИАП, уничтоженные на аэродроме Бельцы 22 июня 1941. Фото сделано после перехода аэродрома Бельц под контроль JG-77 Luftwaffe

22 июня 1941 года был подвергнут огневым атакам аэродром подскока в Пырлице и затем аэродром в Бельцах, в результате чего (бомбардировки Ме-109, 15 Хенкель-126 и Ju-88 которым противостояло 5 лётчиков) были разрушены сооружения и казармы, повреждены бетонные полосы, уничтожены ёмкости с горючим, ранены и убиты два техника и много молодых и плохо обученных военных строителей, также пилотов не закончивших переучивание на МиГ-3. В течение 22 июня 1941 года, лётчики ИАП-55 выполнили 151 вылет из Бельц и аэродромов подскока Бельц, что стало рекордом не только для ВВС Одесского округа, но и всей группировки советской авиации на западноевропейском театре военных действий Второй мировой войны. В дневном налёте на Бельцы со стороны Люфтваффе участвовали 15 «Хейнкелей» в сопровождении истребителей, которые уничтожили только один ТБ-3, случайно оказавшийся на аэродроме. В этом бою погиб С. Овчинников. Основной целью атак немецких сил были соединения И-16. В первый день атаки советские войска рапортовали о 10 победах в воздушных боях около Бельц.
После прорыва немецких войск на Николаев в июле-августе 1941 года самолёты полка перелетели из Бельц и аэродромов подскока к Бельцам на аэродром под с. Чаплинка (Херсонская обл.) для прикрытия низовий Днепра. Автоколонна полка с техниками и имуществом направилась в Одессу, но по дороге попала в окружение. Предварительно другие части полка были передислоцированы под Ивановку, затем Чижевку и Тузлу.
Александр Покрышкин, наряду с Григорием Речкало, были среди самым результативных советских пилотов, соответственно 59 и 56 сбитых самолётов противника.
Среди пилотов ИАП-55 во время базирования в Бельцах также Кузьма Селивёрстов — Герой Советского Союза, один из первых советских асов на Миг-3.
За сутки до начала боевых действий в Бельцах дважды героя Советского Союза Григория Речкалова собирались списывать с лётной службы, так как у него обнаружился дальтонизм.
16-й гвардейский истребительный авиационный полк стал впоследствии вторым самым успешным авиационным полком СССР с 697 поражениями, 15 героями Советского Союза, в том числе дважды и трижды.

#### Немецкие эскадры и эскадрильи
Jagdgeschwader 77
Jagdgeschwader 77 — эскадра истребителей люфтваффе (Сердце туза) (нем. Herz As была создана 1 мая 1939 года из двух эскадрилий. Первая эскадрилья 77-й эскадры была создана из первой эскадрильи 331-й эскадры (Jagdgeschwader-331) в Бреслау-Шёнгартен, сегодня около Вроцлава в Польше. Вторая эскадрилья 77-й эскадры была создана из второй эскадрильи 333-й эскадры базировавшейся в Пльзень. 77-я эскадра прошла через всю Вторую мировую войну и была оснащена Messerschmitt Bf.109, E-1 и E-3 и была в подчинении, из-за начального отсутствия собственного штаба, Воздушному командованию I и Воздушному командованию VIII. 26 августа 1939 года группа переместилась в Юлиусберг (Доброжице в сегодняшней Польше) в рамках мобилизации. Вторая эскадрилья 77-й эскадры была развёрнута над южным участком немецкого фронта для обеспечения безопасности 8-й армии вермахта. Во время польской кампании вторая эскадрилья 77-й эскадры смогла одержать три воздушных победы, потеряв один самолёт, другой будучи повреждён, без человеческих потерь среди военного персонала. В середине сентября вторая эскадрилья 77-й эскадры была выведена из строя и возвращена в Бреслау-Шёнгартен. В начале 1941 года 2-я группа Jagdgeschwader 77 находилась в Брест-Юг и охраняла военную гавань Бреста и прилегающую к нему бретонскую прибрежную зону. 30 марта переезд второй эскадрильи 77-й эскадры начался на Восток. Через Ле-Ман, Ромилли, Нанси, Карлсруэ и Шляйсхайм она впервые добралась до Вены, а оттуда 4 апреля — до Арада в Венгрии.
С 6 апреля вторая эскадрилья 77-й истребительной эскадры приняла участие в балканской кампании из Деты. Она выполняла приказы эскорта для пикирующих бомбардировщиков (Sturzkampfflugzeug — Stuka) и истребителей, а также для атак с низкой посадкой. После успешных авиационных боёв в Греции и на Крите до 28 мая, 2-я эскадрилья 77-й эскадры истребителей 77 Люфтваффе останавливается в Бухаресте-Пипере где её оснащают Messerschmitt Bf 109 E и откуда 13 июля она перебирается в Отопень и переходит в подчинение штаба эскадры 77.
21 июня штаб и четвёртая эскадрилья 77-й истребительной эскадры были перемещены для предстоящей «русской кампании» в Бакэу, а пятая и шестая эскадрильи 77-й истребительной эскадры — в Роман. По состоянию на 22 июня вторая эскадрилья 77-й эскадры участвовала в «русской кампании». При том, что основная часть 77-эскадры базировалась в Южных Фокшанах, 77-я эскадра вылетала из Зилеште, где базировались Хенкль 111 от 2-оё эскадрильи 4-й эскадры. 24 июня четвёртая эскадрилья 77-й истребительной эскадры переехала в Роман, а остальная часть эскадры 77 была собрана в Бакэу. 12 июля вся вторая эскадрилья 77-й истребительной эскадры была переведена в Яссы, а 13 июля — в Бельцы. После начала немецкой атаки на Днестр 17 июля, вторая эскадрилья 77-й эскадры осуществляла воздушную поддержку XI армейскому корпусу над Днестровским плацдармом между Яругой и Могилёвом.
Руководил второй эскадрильей 77-й эскадры на момент атаки на Бельцы оберст-лейтенант Антон Мадер, награждённый Рыцарским крестом Железного креста, выигравший 86 воздушных боёв.
На южном фронте, Ju-87 из 77 пикировочной эскадры нанесли 8 июля значительные потери наступавшему в Бессарабии севернее Бельц 2-му механизированному корпусу.
12 июля 1941 вся вторая эскадрилья 77-й истребительной эскадры была переведена в Яссы, а с 13 июля базировалась в Бельцах. После начала немецкой атаки на Днестр 17 июля вторая эскадрилья 77-й эскадры осуществила воздушную поддержку XI. Армейского корпуса над Днестровским плацдармом между Яругой и Могилёвом. 12 июля 1941 советский ИАП-55 проводит воздушную атаку Бельцкого аэродрома из истребителей и бомбардировщиков, хорошо зная эту цель — авиационную базу на аэродроме Бельц — на которой сам ИАП-55 базировался до июля 1941 года.
Уже 14 июля 1941 года немецкие лётчики взяли контроль над аэропортом Бельц. В этот день, в ответ, 4 советских самолёта СБ из 45-го СБАП провели налёты на аэродромы Сэрэтен-Векь и Бельц сбросив на Бельцы и округу 16 фугасных и 112 зажигательных бомб.
21 июля 1941 основной аэродром города Бельцы став немецким, советские лётчики передислоцированного полка снова (после первой атаки на Бельцкий аэродром 12 июля 1941 года) совершили снова налёт на аэродром города Бельцы и штурмовым ударом уничтожили четыре «Юнкерса-88» и восемь «Мессершмиттов-109», стоявших на аэродроме. На следующий день девятка «Мигов» повторила налёт на аэродром, и уничтожила ещё девять немецких машин.
16 июля 1941 штаб эскадры 77 был переведён в Бельцы, чтобы поддержать действия XI армейского корпуса при переходе в район плацдарма на восточном берегу Днестра, откуда 8 августа 1941 штаб эскадры 77 переехал в Восточную Балту.
Бельцы (нем. Belz) был взят 9 июля 1941 года румынскими войсками. Большая часть еврейской общины в Бельцах была впоследствии вывезена или убита. 27 февраля 1944 года город был захвачен Красной Армией и снова стал частью Советского Союза. Бельцы сильно пострадали во время войны. После 1945 года новые кварталы панельного типа и большие промышленные предприятия были построены в широких масштабах. Во время Второй мировой войны, фронтовая авиационная группа 3-й эскадрильи 52 истребительной эскадры (3. Jagdgeschwader 52) была расположена в Бельцах под общим командованием Местной Комендатуры (I) 566 (Orts-Kommandantur (I) 566), мобилизованной 26 августа 1939 в 6-м военном округе Третьего рейха и впервые развёрнутой в Мюнстере. C 1941 года штаб был активно вовлечён в Восточную кампанию и подчинялся 17-й армии вермахта.
3-я эскадрилья 51-й бомбардировочной эскадры (Kampfgeschwader 51) присоединилась ко 2-й эскадрильи 51-й эскадры в Бельцах в конце августа сразу после получения нового оборудования от 3-го рейха.
Kampfgeschwader 21
Бомбардировочная эскадра 21 Бёльке была частью 4-го воздушного флота (люфтваффе)
группы армий «A» вермахта. Командиром бомбардировочной эскадры 21 в период ноябрь 1940—1941 был майор Герхард Улбрихт. Штаб эскадры базировался в июне 1941 года перед началом операции Барбаросса на базе Фокшаны-Юг в Румынии. Кроме штаба, эскадра 27 состояла из четырёх эскадрилий (групп), из которых 3-я эскадрилья, специализированная в воздушной бомбардировке базировалась в Зилиште в уезде Бузэу, переведённая туда из Вены-Асперн. В отличие от других эскадр, при том, что эта эскадра не была вовлечена в первичные бомбардировки советских аэродромов, она активно участвовала в последующей бомбардировке прифронтовых авиабаз, концентраций войск противника и поставок провизий противника в тылу. Цели эскадры 27 были расположены в широкой дуге вокруг Бельц, в 40 км от границы по направлению кк черноморскому порту Одессы.
Штаб и 1-я эскадрилья 21-й эскадры базировались в Бельцах с июля 1941 года. 2-я и 3-я эскадрильи 21-й эскадры дислоцировались в Бельцах соответственно с сентября и августа 1941 года. Все эскадрильи эскадры 21 использовали в Бельцах Heinkel He 111.
- https://web.archive.org/web/20170210160932/http://usacac.army.mil/CAC2/CGSC/CARL/nafziger/939GXLG.PDF
- http://www.archiv-akh.de/filme?utf-8=✓&q=Flugfeld#1
- KG 52 http://www.lexikon-der-wehrmacht.de/Gliederungen/Kampfgeschwader/KG51.htm Архивная копия от 12 августа 2019 на Wayback Machine
- http://www.archiv-akh.de/filme/2#1 Архивная копия от 10 августа 2019 на Wayback Machine
- https://www.barnesandnoble.com/w/kampfgeschwader-51-edelweiss-wolfgang-dierich/1119629457 Архивная копия от 10 августа 2019 на Wayback Machine

#### Gruparea Aeriană de Luptă

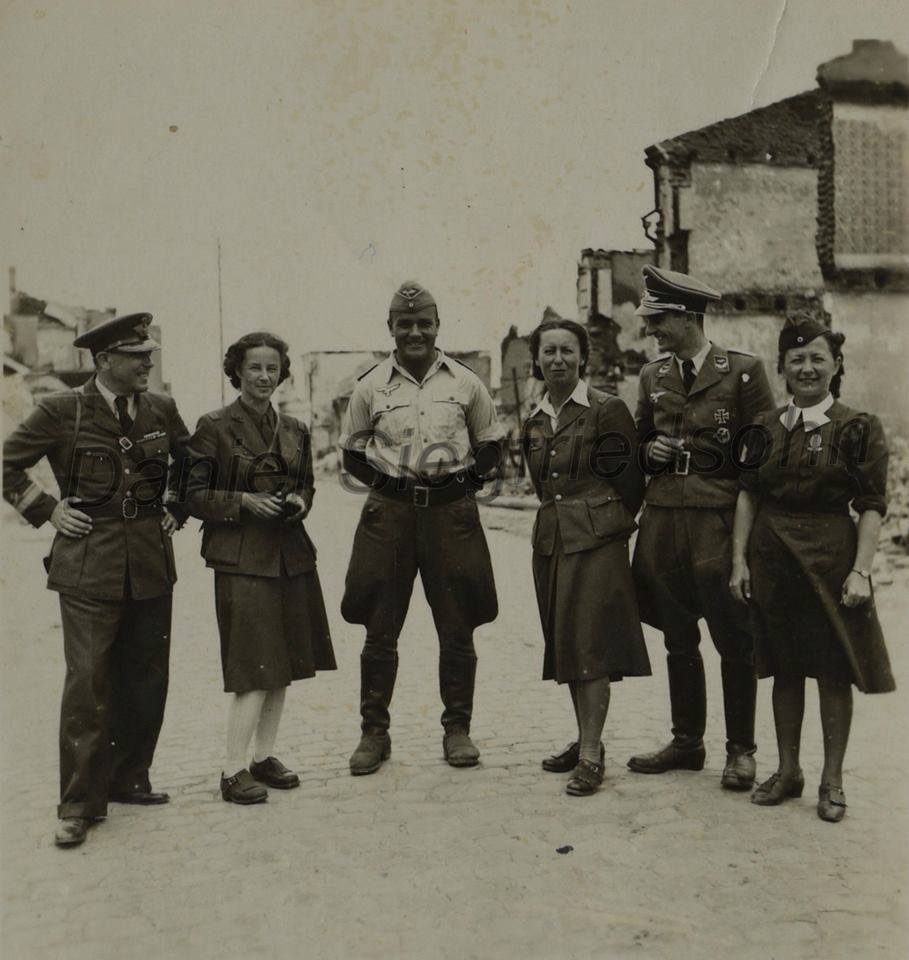
По страницам истории авиации в Бельцах: Фотография июля 1941 года. На ней — румынские и немецкие лётчицы и лётчики. Подпись: «Bălți, iulie 1941. Centrul orașului după un raid de bombardamente. Aviatoarele Nadia Russo și Virginia Thomas, infirmiera I. Grădinescu, aviatori români și germani.» / «Бельцы, июль 1941. Центр города после рейда бомбардировки. Авиаторши Надя Руссо и Виргиния Томас, санитарка И. Грэдинеску, румынские и немецкие авиаторы». Надя Руссо, одна из первых женщин пилотов Румынии, была русского происхождения из Твери и являлась членом румынской Белой (Санитарной) Эскадрильи.

Румынские Королевские Военно-Воздушные Силы (рум. Forțele Regale Aerine Române) не базировались стационарно в Бельцах, в отличие от прибывших и стационировавшихся в Бельцах поочерёдно советских ВВС РККА и немецких ВВС Люфтваффе 3-го Рейха в течение Второй мировой войны.
Владимир Георгиян, родившийся в селе Згардешты Бельцкого уезда, брат Хараламбие Георгиян, префекта Бельц в межвоенное время, пилотировал биплановый румынский самолёт IAR-39 при лёгких бомбардировках и службах наблюдения, обладая экипажем состоящим из наблюдателя и сержанта пулемётчика. За героические сражения в операциях по освобождению Бессарабии он получил Орден Михая Храброго, Орден Звезды Румынии, Орден Короны Румынии, Железный крест.
Кроме того, при наступлении на Одессу 4-й румынской армии и Боевой Воздушной Группы (рум. Gruparea Aeriană de Luptă — GAL) на начальном этапе поддержку румынским частям оказывали немецкие авиационные части, базировавшиеся в Бельцах, бомбардировочной эскадры 27 (KG 27 с имевшимися на вооружении бомбардировщиками Heinkel He 111), бомбардировочной эскадры 51 (KG 51) (бомбардировщиками Ju 88A) и II./JG 77 (истребителями «Мессершмитт» Bf109F).

## Аэропорты Бельц
В Бельцах и округе локализированы 9 месторасположений разных аэродромов и аэропортов:
| №  | Тип                                                                             | Расположение | Период                      | Юрисдикция                                                                             |
| -- | ------------------------------------------------------------------------------- | --- | --------------------------- | -------------------------------------------------------------------------------------- |
| 1  | гражданский / военный (первый гражданский аэродром / военный аэродром подскока) | Аэродром Бельцы-Тейосы, вдоль центрального/городского озера Бельц (str. Sportului), район Тейосы 47°45′02″ с. ш. 27°54′39″ в. д. | Межвоенный период – 1944    | Румыния СССР ( Молдавская ССР), Румыния, Нацистская Германия и СССР ( Молдавская ССР)  |
| 2  | военный / гражданский (основная база Бельц)                                     | Аэропорт Бельцы-Город, 3,85 км северо-востоку от центра Бельц 47°46′25″ с. ш. 27°57′38″ в. д.                                    | Вторая мировая война — 2010 | СССР ( Молдавская ССР), Нацистская Германия, Румыния, СССР ( Молдавская ССР) и Молдова |
| 3  | военный (основная база Бельц)                                                   | Аэродром Бельцы-Сингурены, 7,5 км к северо-западу от Бельц 47°48′50″ с. ш. 27°52′05″ в. д.                                       | Вторая мировая война – 1944 | СССР ( Молдавская ССР), Нацистская Германия, Румыния, СССР ( Молдавская ССР)           |
| 4  | военный (аэродром подскока основной базы Бельц)                                 | Аэродром Бельцы-Новые Бельцы, 4,65 км к юго-западу от центра Бельц 47°43′02″ с. ш. 27°53′29″ в. д.                               | Вторая мировая война        | СССР ( Молдавская ССР)                                                                 |
| 5  | военный (аэродром подскока основной базы Бельц)                                 | Пырлица | Вторая мировая война        | СССР ( Молдавская ССР)                                                                 |
| 6  | военный (аэродром подскока основной базы Бельц)                                 | Болдурешты | Вторая мировая война        | СССР ( Молдавская ССР)                                                                 |
| 7  | военный (аэродром подскока основной базы Бельц)                                 | Маяки | Вторая мировая война        | СССР ( Украинская ССР)                                                                 |
| 8  | военный (аэродром подскока основной базы Бельц)                                 | Семёновка | Вторая мировая война        | СССР ( Украинская ССР)                                                                 |
| 9  | военный (аэродром подскока основной базы Бельц)                                 | Йосиповка | Вторая мировая война        | СССР ( Украинская ССР)                                                                 |
| 10 | гражданский (основная база Бельц)                                               | Международный Аэропорт Бельцы-Лядовены                                                                                           | 80-е годы – сегодня         | СССР ( Молдавская ССР) и Молдова                                                       |

- Первый испытательный аэродром был расположен в северной низине вдоль центрального/городского озера Бельц.
- Международный аэропорт Бельцы-Лядовены расположенный по другую сторону Европейского маршрута E583/Магистральной трассы М14, находится в 7,4 км от бывшего главного военного аэродрома, расположенного в Сингуренах к северу от Бельц.
- Аэропорт Бельцы-Город был расположен в городе Бельцы, в его восточной части.
- Аэродромы Пырлица, Болдурешты, Семёновка, Маяки и Йосиповка были аэродромами поддержки главного военного аэродрома Бельц в Сингуренах.

### Аэропорт Бельцы-Город
Аэропорт Бельцы-Город прекратил существование вместе с историческим зданием пассажирского аэровокзала из-за передачи его земельных участков и зданий свободной экономической зоне Бельц.

### Международный аэропорт Бельцы-Лядовены

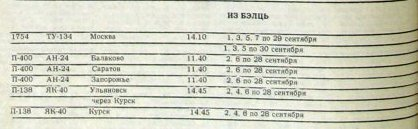
Вырезка расписания некоторых рейсов из Бельц-Лядовен на осень 1991-го года: 16 сентября — 31 декабря

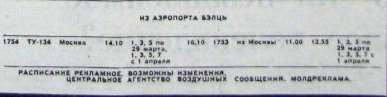
Вырезка расписания рейсов в Москву из Бельц-Лядовен на весну 1991-го года: 1 января — 31 мая

На протяжении всего развития Бельцкий авиационный отряд прошёл множество этапов реструктуризации и продвижения. Но самым ярким периодом был 1989 год — год ввода в эксплуатацию бетонной взлётно-посадочной полосы на недавно построенном международному аэропорту Бельцы-Лядовены, благодаря которому пассажиры с севера Молдовы смогли совершать регулярные рейсы в 14 городов бывшего СССР с такими самолётами, как Ан-24, Ту-134, L-410, до 1993 года. Новая взлётно-посадочная полоса, построенная в 1987 году в Международном аэропорту Бельцы-Лядовены, расположена на высоте 231 м над уровнем моря.
В начале 1990-х годов международные маршруты из Бельц включали Стамбул, Москву, Сочи и запланированный маршрут во Франкфурт, но с 1994 года большинство регулярных рейсов из аэропорта были прекращены из-за неофициальной директивы не эксплуатировать международные аэропорты в районе 150 км от Кишинёва. Пассажирские и грузовые чартерные рейсы продолжались в Бельцах до 2015 года, когда Орган Гражданской Авиации Республики Молдова отозвал эксплуатационный сертификат международного аэропорта Бельцы.
С историческими пятью месторасположениями ВПП в и вокруг Бельц, аэропорт Лядовены остаётся вторым международным аэропортом Молдовы, хотя и не эксплуатируемым.

## Авиалинии, обслуживавшиеся в аэропортах Бельц
- CFRNA — LARES
- Аэрофлот
- Moldaeroservice
- Carpatair

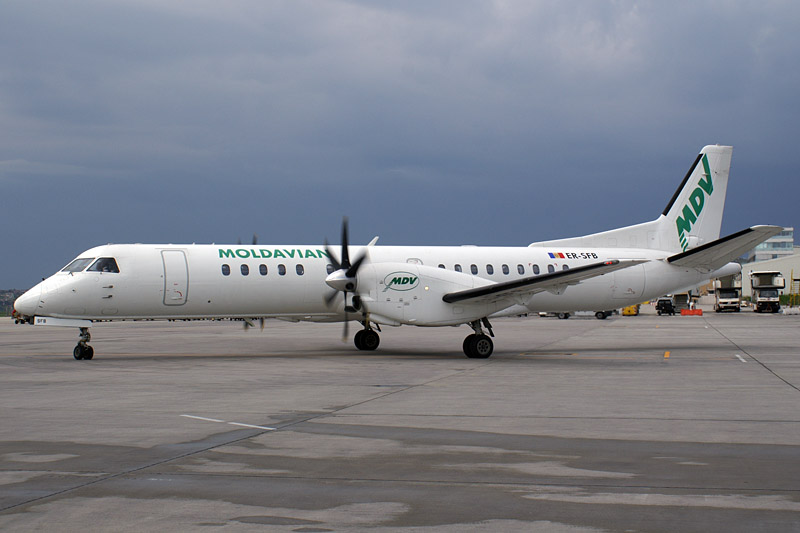
Основанная в 1994 Moldavian Airlines была первой частной авиакомпанией в Молдове

- частные чартерные авиакомпании Германии, Австрии, Молдовы, Турции
- Air Moldova[60] (прекратила регулярные рейсы из Белцы-Лядовены с 1994 года)
- Moldavian Airlines ставшая Carpatair[61]

## Происшествия
В 1941 году, многочисленные самолёты советской и немецких армий были сбиты в воздушных боях в и рядом с Бельцами.
В 1944 году рядом с Сингуренами, произошло крушение военного самолёта Григория Лядова в честь которого был назван международный аэропорт Бельцы-Лядовены.
1 марта 1950 году в Бельцах произошла авиакатастрофа самолёта Ли-2. При взлёте с аэродрома Бельцы-Город разбился самолёт, погибли трое лётчиков.
10 декабря 1961 года произошла авария с участием авиатехника 253 авиаотряда специального применения Молдавской ОАГ ГВФ. После проведённых трёх утренних рейсов из аэропорта Бельц, авиатехник посетил буфет и оказался в состоянии алкогольного опьянения перед началом подготовки к полётам самолётов Ан-2. Отстранённому пилоту поручили подготовить самолёт Ан-2 к тренировочным полётам. Ему помогали техник РЭСОС вместе с авиамотористом, зная что техник пьян. Вследствие халатности, в самолёт попали посторонние родственники посетившие одного из рабочих аэропорта. Техник включил мотор и пошёл на взлёт вместе со случайно оказавшимися в самолёте пассажирами. В момент его руления была попытка задержать самолёт командиром самолёта и вторым пилотом, которые на развороте пытались заскочить в самолёт, но струёй винта были отброшены. Отец несовершеннолетнего пассажира тоже пытался войти в двигающийся самолёт. Командир АЭ и диспетчер аэропорта во время руления по командной радиостанции пытался уговорить авиатехника прекратить руление и только после взлёта в 11:25 авиатехник по командной радиостанции стал отвечать урывками, выражаясь нецензурными словами. Над аэродромом было сделано две имитации заходов на посадку. Видя это, командир АЭ давал указания убирать полностью газ и садиться. Но авиатехник каждый раз снова уходил в набор. Пролетая на низкой высоте над городом, самолёт задел нижним левым крылом за столб высоковольтной линии, отбив часть крыла и межплоскостную стойку. Затем, задев ещё в двух местах за столбы, самолёт снёс левую стойку шасси и, потеряв скорость, в 11:43 упал на улицу города. После падения случайный пассажир быстро открыл дверь и вместе с мальчиком выскочил первым из самолёта, затем выбрался и авиатехник. Самолёт загорелся и сгорел. Авиатехник остался невредим. Пассажиры получили лёгкие ушибы. На земле пострадавших не было.

## Тривиа
Жилой район ограниченный улицами Московской, Мира и Хотинской за Мариинским садом в советский период назывался «городком пилотов». По улице Штефана чел Маре (Ленина) в районе площади перед мэрией Бельц в советский период существовало кафе «Пилот». Кафе-ресторан в аэропорту Бельцы-Лядовены назывался «Встреча».

## Личности, связанные с историей Бельцкой авиации
- Григорий Баштан[65]
- Рейнхард Гейдрих[12]
- Владимир Георгиян[56]
- Григорий Лядов[62]
- Александр Покрышкин[66]
- Надя Руссо[10]
- Роберт Фримцис[67]
- Рудольф Шмидт[1]

## Галерея

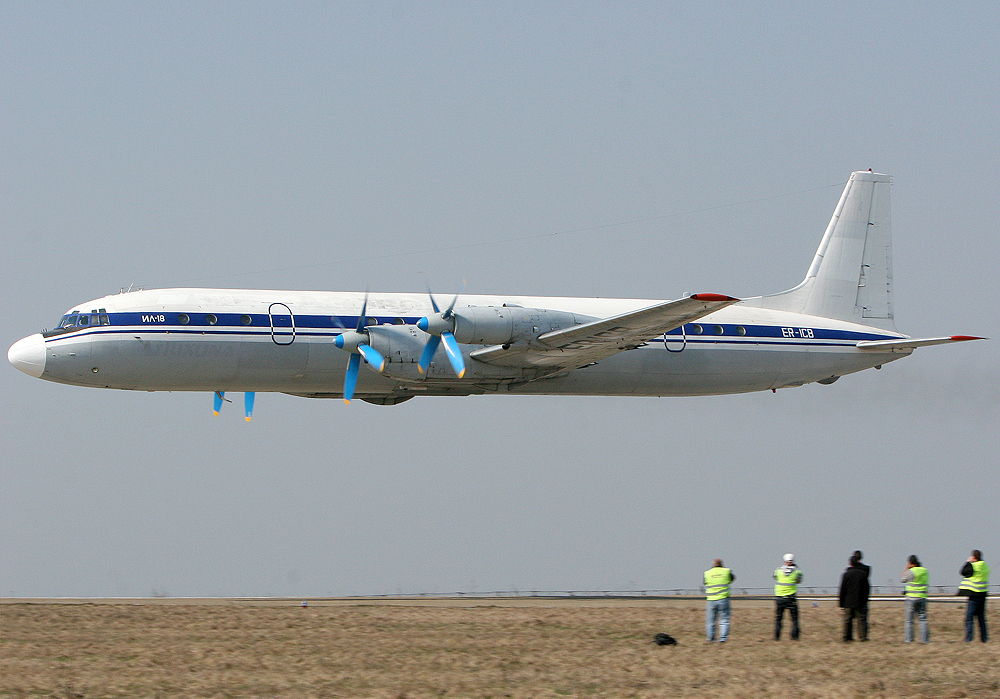
Ил-18 компании Grixona в аэропорту Бельцы-Лядовены
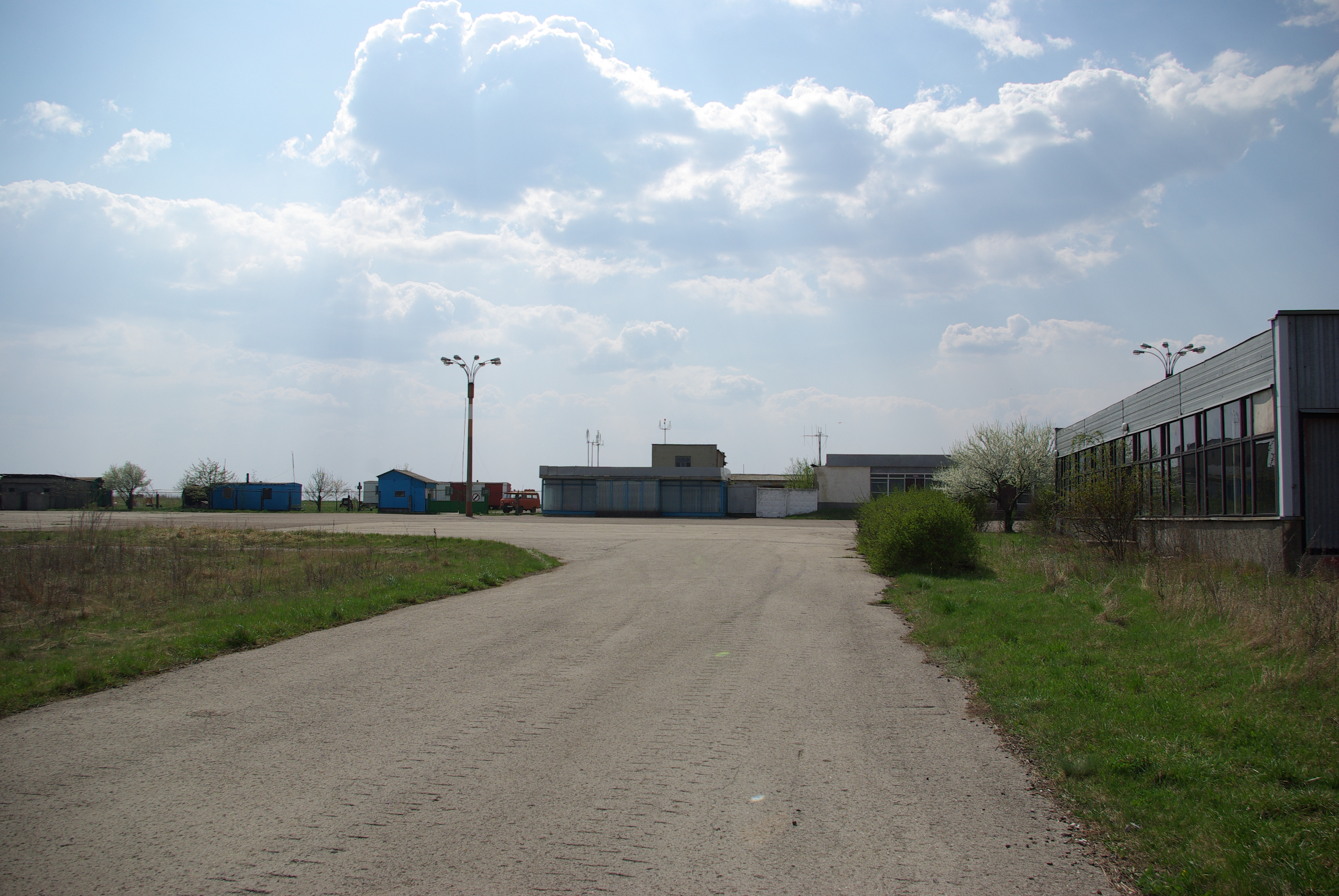
Терминал прибытия и обработки багажа в аэропорту Бельцы-Лядовены